# ريفرسايد ألبرت (نيو برونزويك)
ريفرسايد ألبرت (بالإنجليزية: Riverside-Albert, New Brunswick)‏ هي قرية تقع في كندا في نيو برونزويك. يقدر عدد سكانها بـ 320 نسمة .